# シートン 旅するナチュラリスト
『シートン 旅するナチュラリスト』（シートン たびするナチュラリスト）は、 日本国の漫画家、谷口ジローの漫画作品である。

## 概説
所謂「シートン動物記」の翻訳経験がある今泉吉晴は、ナチュラリストとしてのアーネスト・トンプソン・シートンの生涯を綴った『シートン 子どもに愛されたナチュラリスト』を上梓していた。谷口ジローは、デビュー当初に描いた「シートン動物記」を、今泉吉晴の着想を借りて描き直せないかと考えた。アーネスト・トンプソン・シートンの晩年まで描く構想だったという。『漫画アクション』第1巻第4号（2004年7月1日（4）号）で連載を開始し、第3章までは同誌で、第4章は2006年11月から『双葉社Webマガジン』で、2007年4月からは『WEB漫画アクション』で発表され、2007年12月4日に完結した。

## 単行本
日本語

- 『シートン 旅するナチュラリスト 第1章 狼王ロボ』双葉社〈アクションコミックス〉、2005年4月28日。ISBN 4-575-93939-0。
- 『シートン 旅するナチュラリスト 第2章 少年とオオヤマネコ』双葉社〈アクションコミックス〉、2006年1月。ISBN 4-575-93979-X。
- 『シートン 旅するナチュラリスト 第3章 サンドヒル・スタッグ』双葉社〈アクションコミックス〉、2006年9月。ISBN 4-575-94025-9。
- 『シートン 旅するナチュラリスト 第4章 タラク山の熊王』双葉社〈アクションコミックス〉、2008年3月。ISBN 978-4-575-94151-7。
- 『シートン 旅するナチュラリスト 第1章 狼王ロボ』双葉社〈谷口ジローコレクション〉、2023年2月28日。ISBN 978-4-575-31777-0。
- 『シートン 旅するナチュラリスト 第2章 少年とオオヤマネコ』双葉社〈谷口ジローコレクション〉、2023年3月30日。ISBN 978-4-575-31788-6。
- 『シートン 旅するナチュラリスト 第3章 サンドヒル・スタッグ』双葉社〈谷口ジローコレクション〉、2023年4月28日。ISBN 4-575-94025-9。
- 『シートン 旅するナチュラリスト 第4章 タラク山の熊王』双葉社〈谷口ジローコレクション〉、2023年5月30日。ISBN 978-4-575-31801-2。

朝鮮語

- 『시튼 - 방랑하는 자연주의자 제1권 늑대왕 로보』애니북스、2006年4月15日。ISBN 89-5919-061-6。
- 『시튼 - 방랑하는 자연주의자 제2권 소년과 살쾡이』애니북스、2007年5月25日。ISBN 978-89-5919-145-1。
- 『시튼 - 방랑하는 자연주의자 제3권 샌드힐의 수사슴』애니북스、2008年6月30日。ISBN 978-89-5919-204-5。
- 『시튼 - 방랑하는 자연주의자 제4권 탈락 산의 제왕』애니북스、2017年4月25日。ISBN 978-89-5919-878-8。

## 脚註

### 註釈
1. ↑  今泉吉晴『シートン 子どもに愛されたナチュラリスト』福音館書店、東京、2002年7月20日。ISBN 4-8340-1853-9。 NCID BA58354024。全国書誌番号:20293951。
2. ↑  谷口ジローは石川球太の紹介で、集英社が1974年から1975年にかけて刊行した『学習漫画 シートン動物記』全12巻のうち、第1巻『狼王ロボ』、第4巻『裏町の野良ネコ』、第7巻『白いトナカイの伝説』及び第10巻『少年とオオヤマネコ』の作画を担当した[2]。